# Kościół Trójcy Świętej w Podhajcach
Kościół Trójcy Świętej w Podhajcach – zabytkowy gotycko-renesansowy rzymskokatolicki kościół w Podhajcach. Usytuowany jest na wschodnim krańcu miejscowości, w pobliżu rzeki Koropiec oraz zbiegu dróg z Trembowli i Monasterzysk.

## Opis, architektura

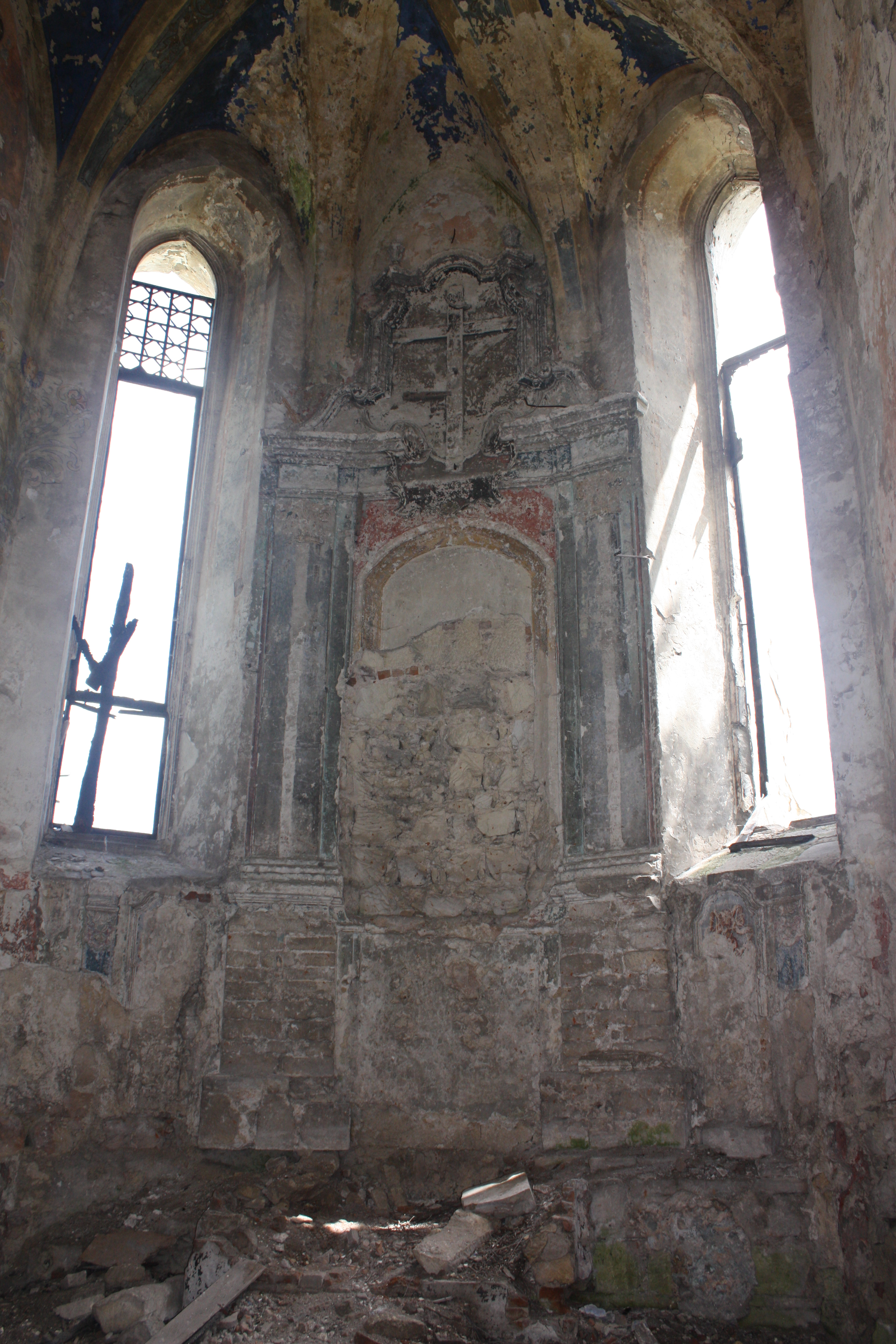
Retabulum stiukowe w prezbiterium za ołtarzem. Stan 2010

Kościół jest murowany z kamiennych ciosów o licach opracowanych w jodełkę. Budowla jest jednonawowa, z wieżą i kaplicami bocznymi, z których jedna przylega do wielobocznie zamkniętego prezbiterium. Wejście do świątyni prowadzi przez portal w kształcie ślepego portyku z ornamentem w formie liści akantu. Kościół usytuowano na rzucie krzyża, z trójprzęsłową nawą (którą przykrywa sklepienie krzyżowo-żebrowe), węższym od niej, również trójprzęsłowym prezbiterium i jednoprzęsłowymi ramionami transeptu. Zamknięcie prezbiterium trójboczne, ramiona transeptu pięcioboczne, o niezbyt regularnym narysie. Od zachodu nawę poprzedza potężna wieża na rzucie kwadratu (przykryta dachem namiotowym.), z kruchtą w przyziemiu; od południa do nawy przylega prostokątny przedsionek. Przy prezbiterium od północy przybudówka na rzucie prostokąta, od wschodu zamknięta fragmentem nieregularnego wieloboku; w części wschodniej mieści ona dawną kaplicę grobową Zofii z Zamiechowa, w części zachodniej niemal kwadratową zakrystię ze skarbcem na piętrze, dostępnym schodami w grubości muru. Z zakrystii schodki prowadzą też na ambonę. Przy południowym boku prezbiterium prostokątna, dwuprzęsłowa kaplica Potockich p.w. św. Mikołaja. Pod północnym ramieniem transeptu oraz pod kaplicami Zofii z Zamiechowa i Potockich znajdują się krypty. We wnętrzu do ścian nawy przybudowane prostokątne filary na wysokich cokołach dźwigające fragmenty belkowania, od frontu ukształtowane jak pary pseudopilastrów. Na analogicznych filarach, z pseudopilastrami wsparte są lekko zaostrzone arkady pomiędzy przęsłem krzyżowym a prezbiterium i ramionami transeptu. Sklepienia w nawie i przęśle krzyżowym krzyżowo-żebrowe, o niemal półkolistym wykroju, żebra o profilu wklęsło wypukłym, zworniki w kształcie kiści winogron.
Kopułka latarni nad wyremontowaną kaplicą Zofii z Zamiechowa w kształcie zaostrzonej bani, kryta blachą.
Architektura mauzoleum Zofii Zamiechowskiej w kościele Trójcy Świętej w Podhajcach ma odpowiedniki w mauzoleum Wojciecha Humieckiego przy kościele dominikanów w Kamieńcu Podolskim oraz kaplicy zamkowej w Brzeżanach.

## Historia
Dzieje kościoła w Podhajcach są bardzo złożone. Pierwotnej fundacji kościoła i parafii podhajeckiej dokonał Michał Buczacki (wojewoda podolski i starosta przemyski). Przywilej fundacyjny został wkrótce zagubiony a parafia podupadła. W 1463 fundację ponowił Jakub Buczacki, syn Michała. W 1490 fundację rozszerzyli wspomniany już Jakub Buczacki oraz Jan Skarbek, syn Stanisława. Najstarszy kościół podhajecki, fundowany przez Michała Buczackiego, znajdował się najprawdopodobniej na terenie wsi Staremiasto, nieco na wschód od dzisiejszych Podhajec. Po najeździe tatarskim Jakub Buczacki przeniósł zrujnowane miasto na obecne miejsce.
Początkowo (od 1593) parafia w Podhajcach należała do dekanatu dunajowskiego, przed 1615 została przeniesiona do dekanatu trembowelskiego, a w wyniku reformy administracyjnej archidiecezji lwowskiej z 1765 znalazła się w nowo utworzonym dekanacie kąkolnickim. Pod koniec XIX w. parafia podhajecka obejmowała: Bekersdorf (Bekierów), Białokrynicę, Bożyków, Gniłowody, Holendry, Justynówkę, Mądzelówkę, Michałówkę, Mużyłów, Nowosiółkę, Siółko, Staremiasto, Uhrynów, Wierzbów i Zahajce. Wreszcie w 1905 metropolita J. Bilczewski utworzył nowy dekanat Podhajcki.
W ostatnich miesiącach 1620 lub 1621 kościół został do tego stopnia zniszczony (w wyniku najazdu turecko-tatarskiego), że Zofia z Zamiechowa wówczas już Tyszkiewiczowa, wojewodzina trocka mogła napisać, że ufundowała "kościół nowy z gruntu". Trzeba wiedzieć, że Zofia dysponował wówczas wielkim majątkiem, najprawdopodobniej zawłaszczonym od Potockich, którzy wyruszając w 1612 na wyprawę wojenną złożyli ogromny depozyt w Podhajcach. Jan Golski, mąż Zofii, po śmierci swojego brata (który przyjmował kosztowności) odmówił zwrotu depozytu, negując jego istnienie. Potoccy wytoczyli proces, wkrótce zmarł Jan Golski a Zofia zdołała się obronić przed składanymi przez Potocki żądaniami zwrotu skarbu. Mowa była m.in. o 70 000 złotych monet, złotych łańcuchach, pierścieniach i srebrnych zastawach. Jak domyślają się historycy, część z tego majątku Zofia poświęciła na wybudowanie kościoła. W testamencie sporządzonym w zamku podhajeckim Zofia wyraziła życzenie aby jej ciało było pochowane w kościele podhajeckim, który "sama zmurowała bez wszelkiej pompy światowej". Budowla została wzniesiona z piaskowca w stylu renesansowym z elementami stylu gotyckiego (postgotyk). W 1643 do prezbiterium świątyni dostawiono wieloboczną kaplicę grobową, w której pochowany został kolejny po Tyszkiewiczowej właściciel Podhajców Stanisław Rewera Potocki.
We wnętrzu świątyni znajdowało się kilka tablic pamiątkowych - najważniejsza przypominała o podpisaniu w świątyni pokój z Turkami między królem Janem III Sobieskim a Kozakami i Tatarami.

W okresie międzywojennym Podhajce były siedzibą rzymskokatolickiego dekanatu. Kościół został odebrany parafii i stopniowo popadł w ruinę po 1945. Od 1946 budynek kościoła został zamieniony w magazyn różnych materiałów. W latach 70. planowano wysadzenie go w powietrze, co ostatecznie nie doszło do skutku. W latach 80. został podpalony, w wyniku czego zawaliło się całe sklepienie i wieża. Wspólnota parafialna została zarejestrowana w 1991 i od tego czasu starała się o zwrot świątyni. Nastąpiło to latem 2006. W tym samym roku ówczesny proboszcz parafii Brzeżany ks. Andrzej Zając rozpoczął remont. Zaadaptował zakrystię na tymczasową kaplicę. Dnia 24 września biskup Marian Buczek odprawił Mszę św. w kościele p.w. Świętej Trójcy w Podhajcach obwód Tarnopolski. Była to pierwsza Msza św. odprawiona w tym kościele po wojnie. Przed 2009 zabezpieczona i przystosowana do użytku liturgicznego została jedynie kaplica grobowa Rewery Potockiego.

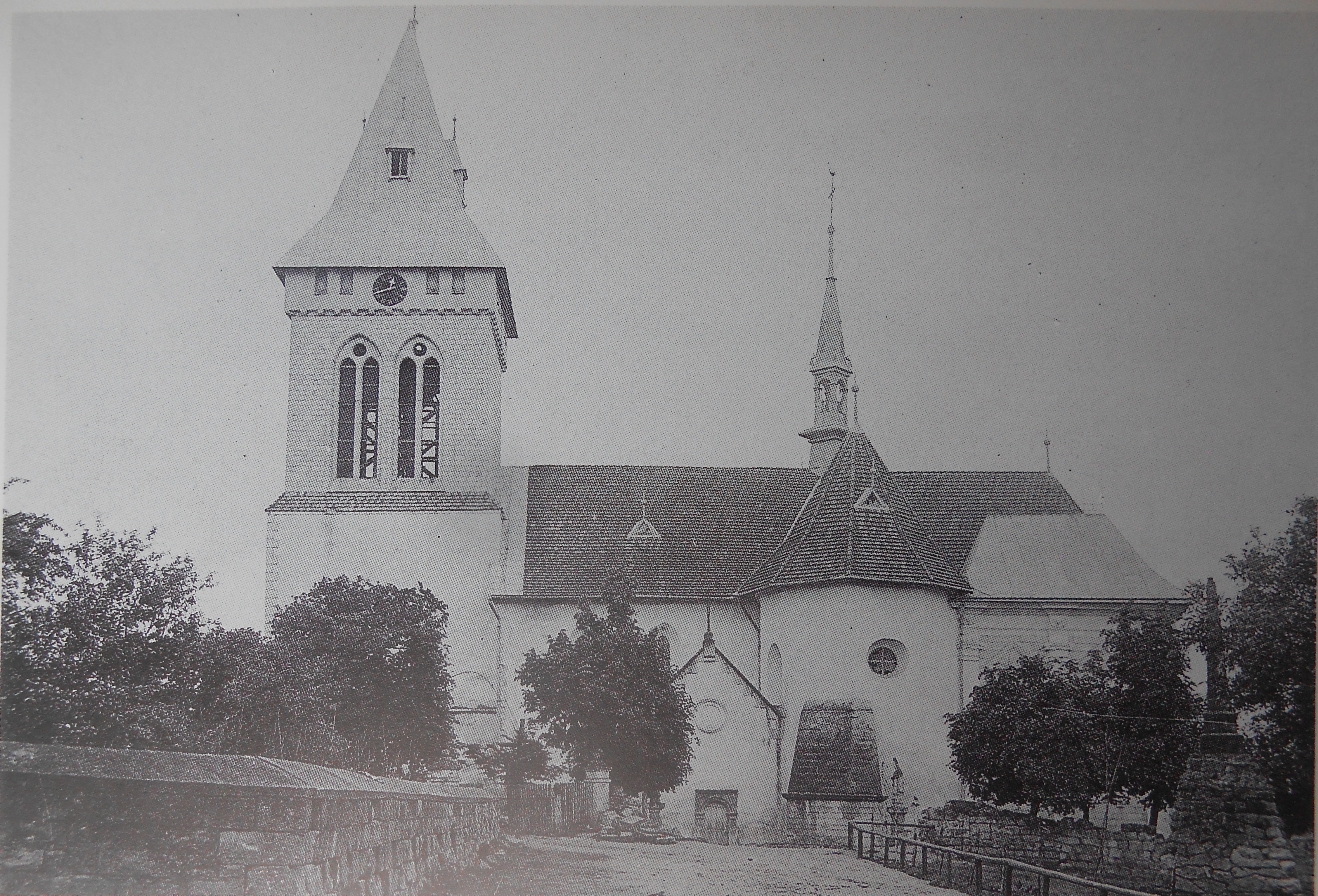
Kościół w 1924 r.
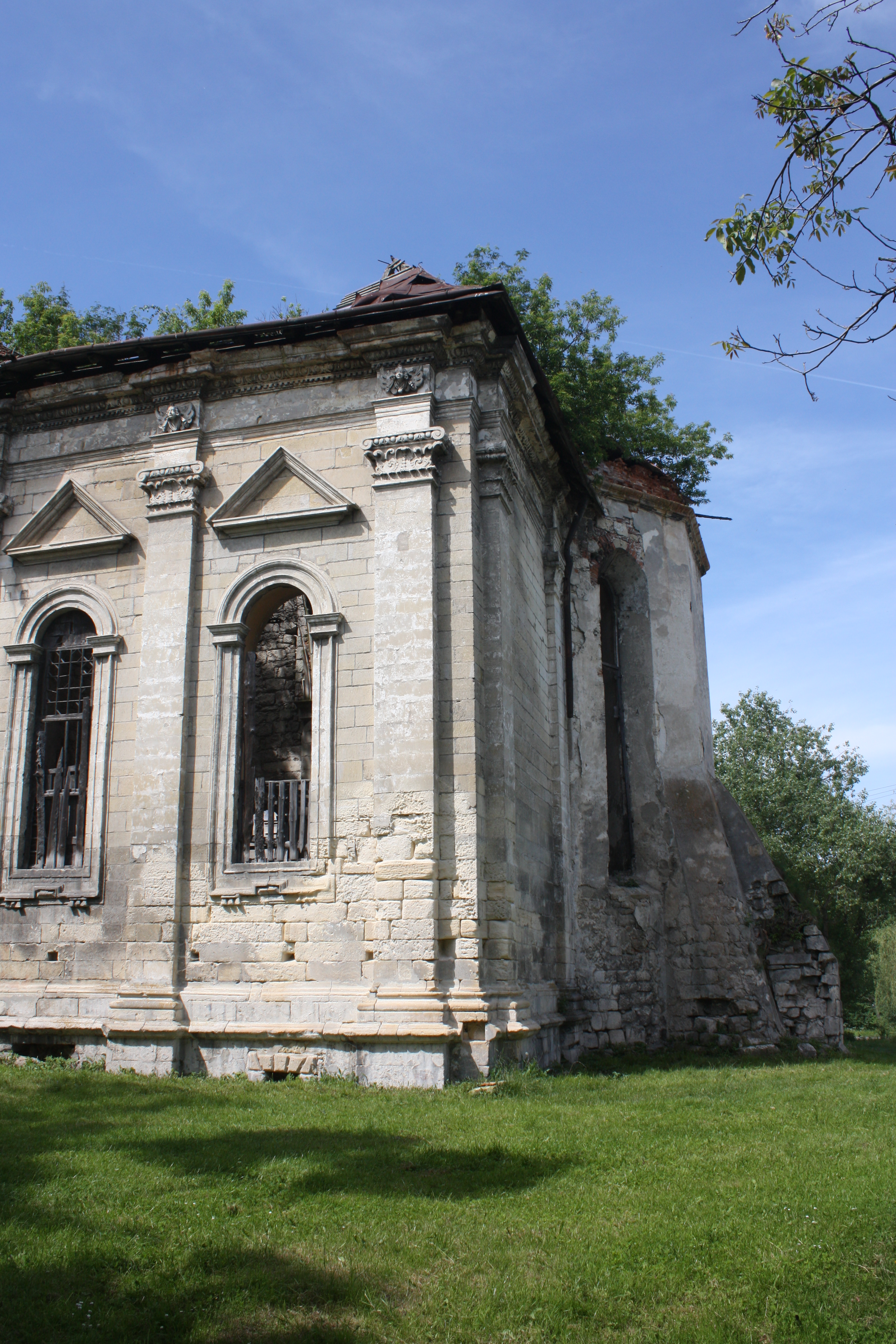
Kaplica Potockich (2010)
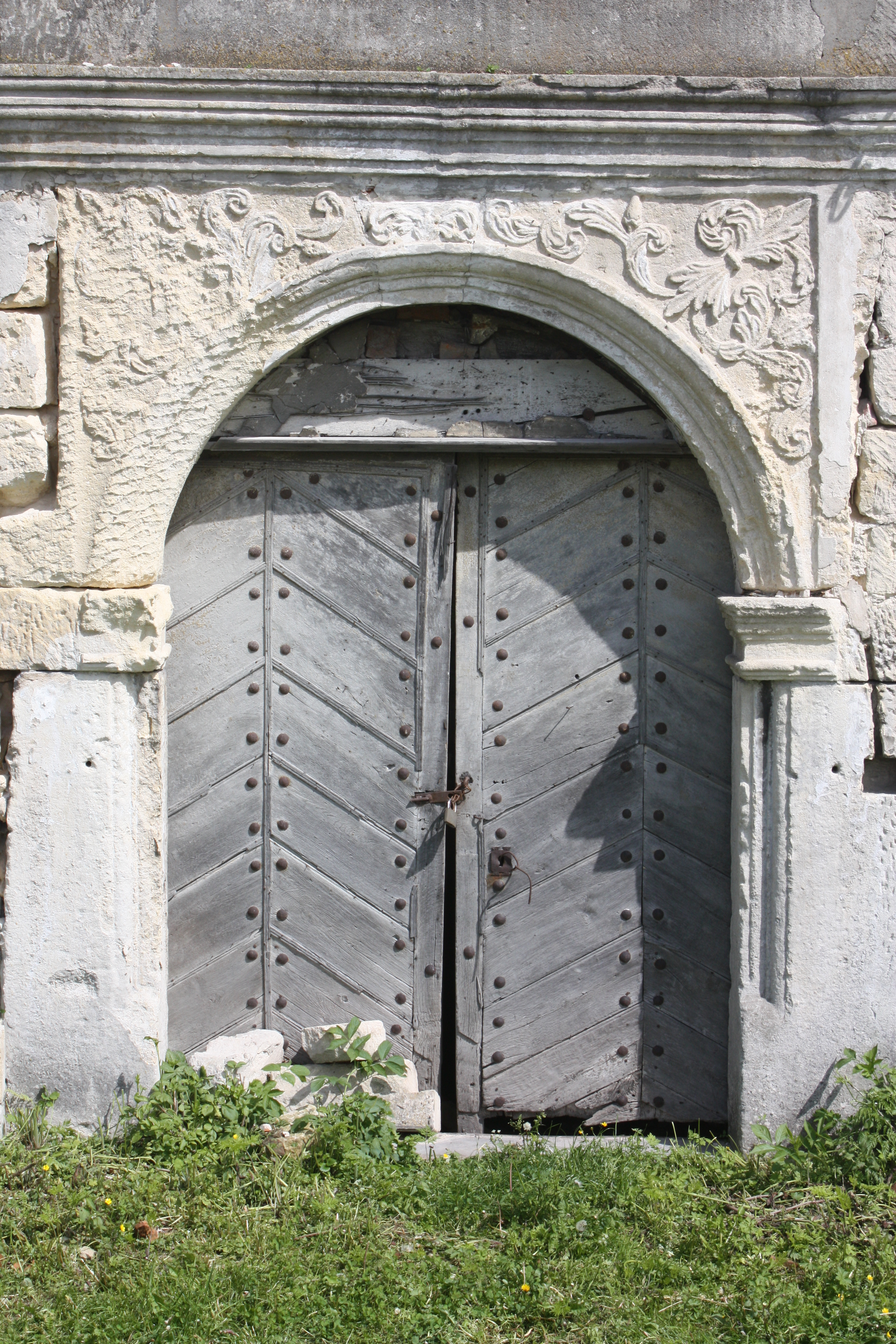
Liście akantu na ornamencie na portalu głównym (2010)
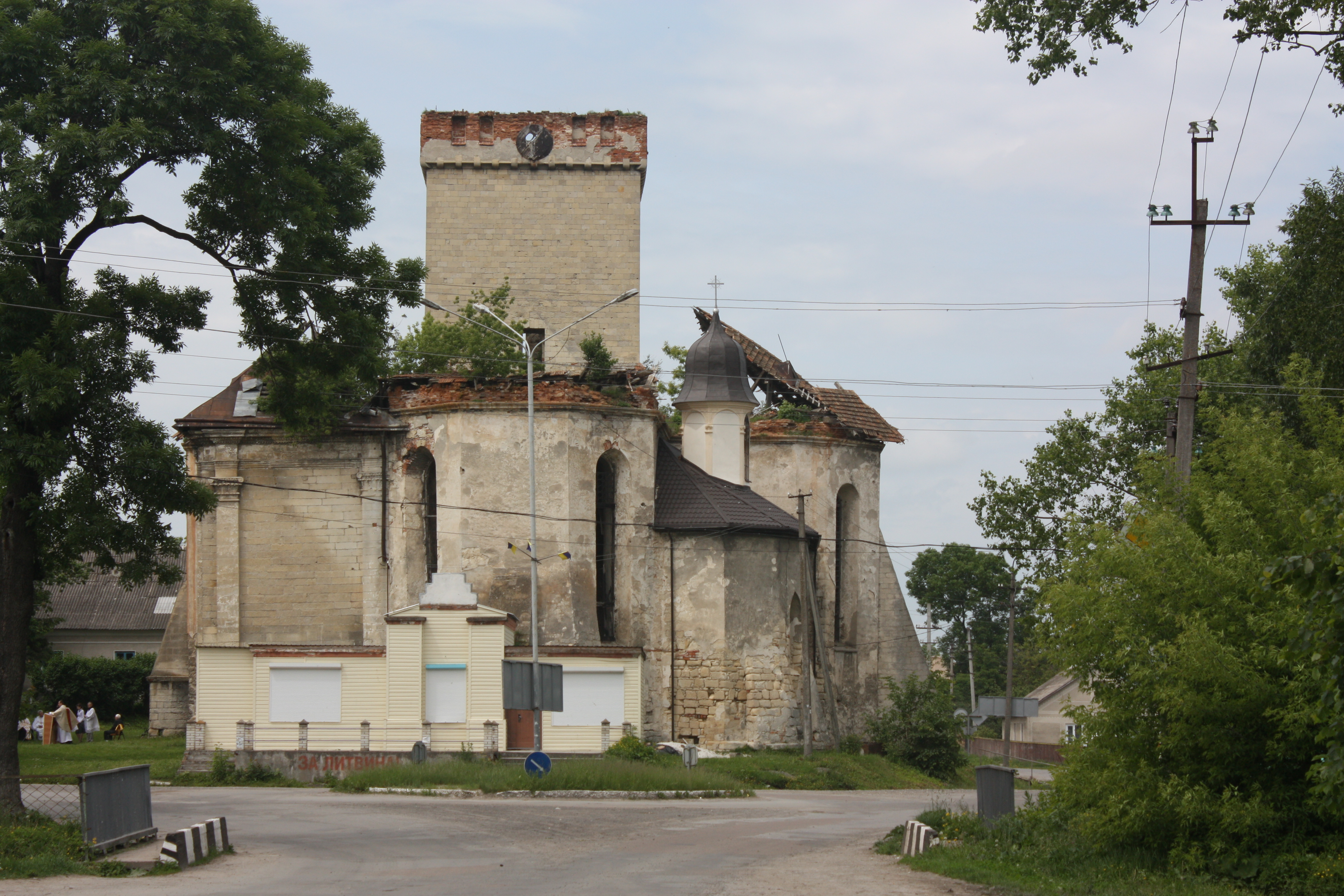
Widok od wschodu (2010)
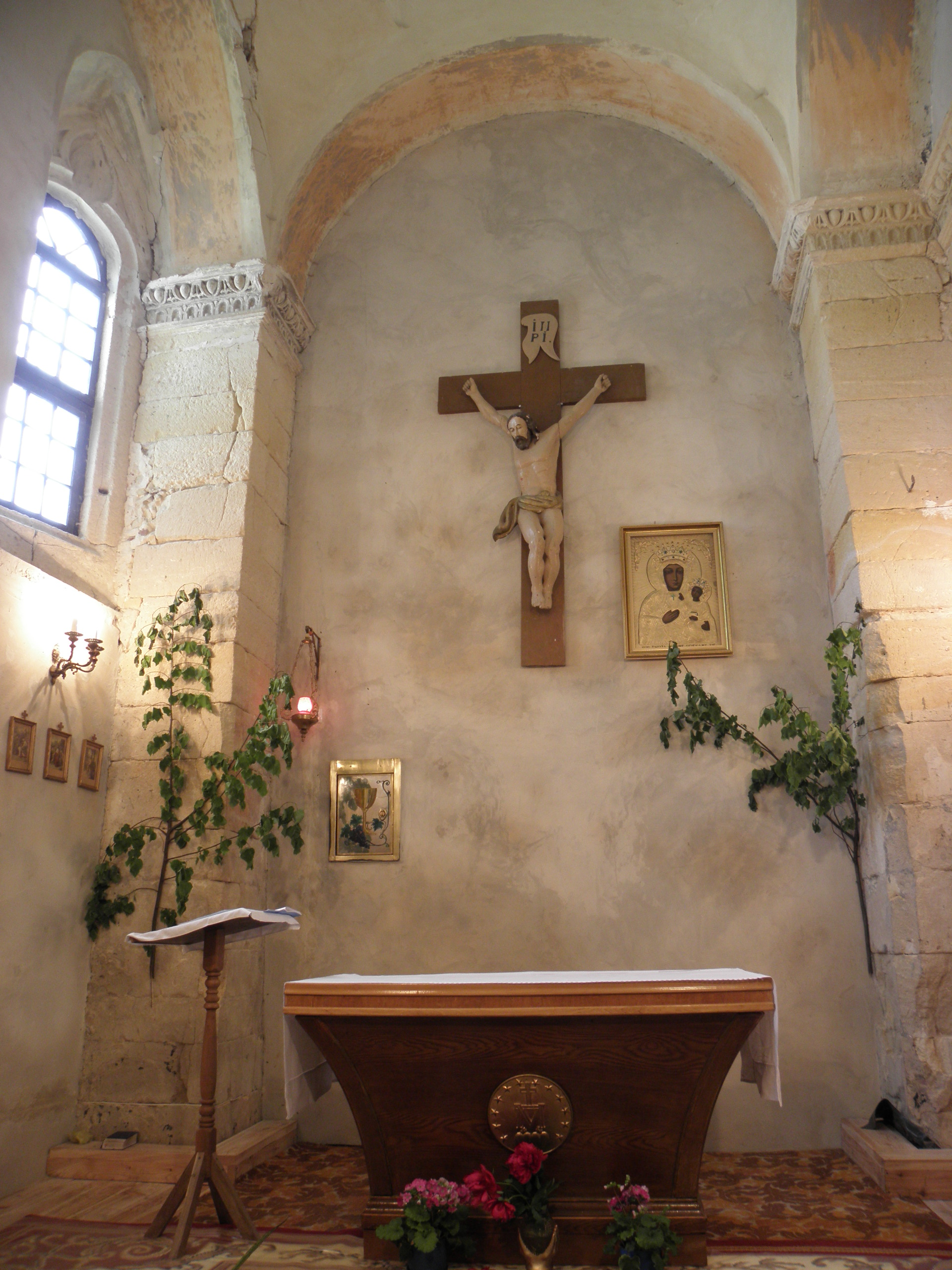
Wnętrze wyremontowanej kaplicy Zofii z Zamiechowa (2010)
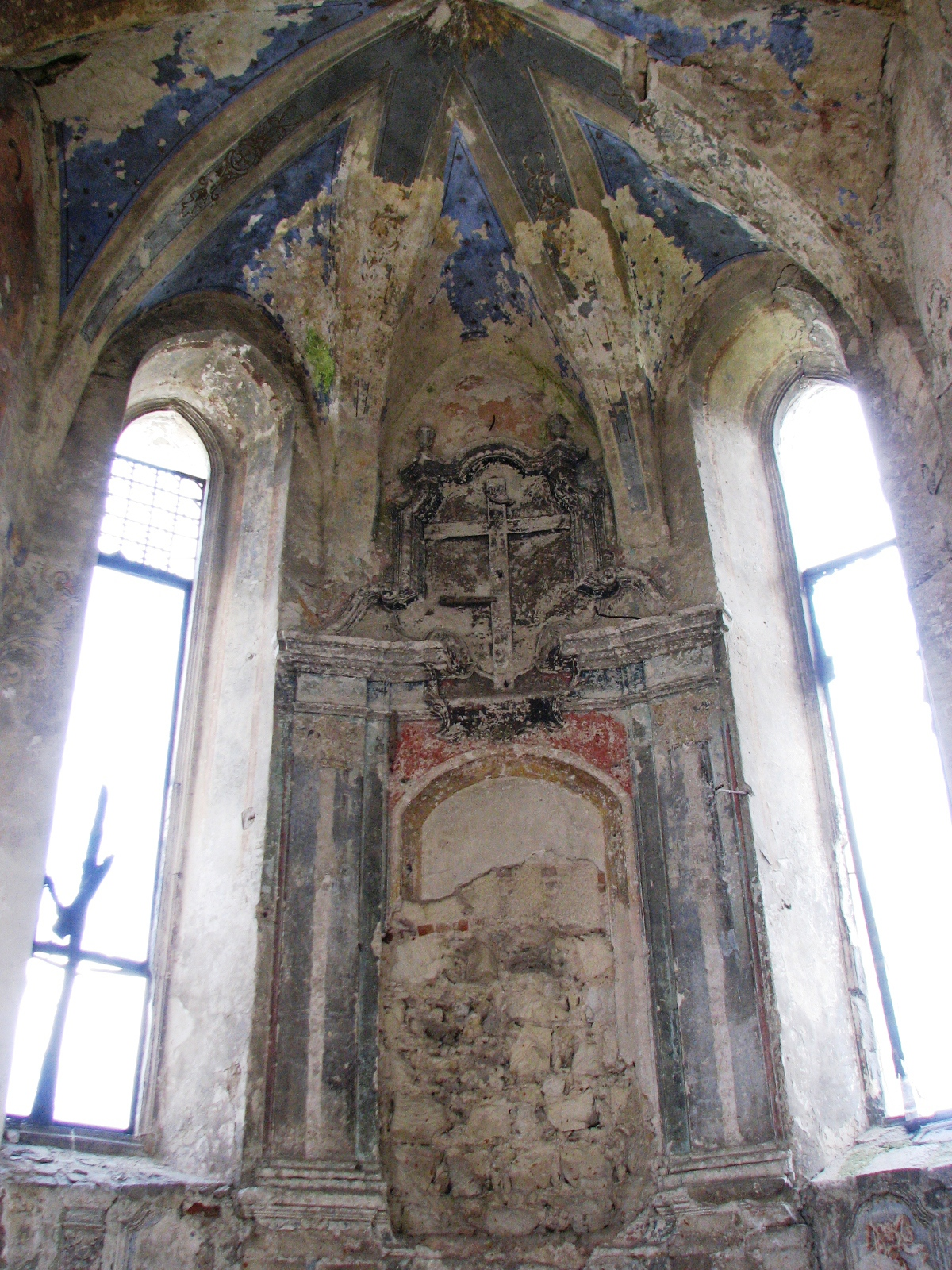
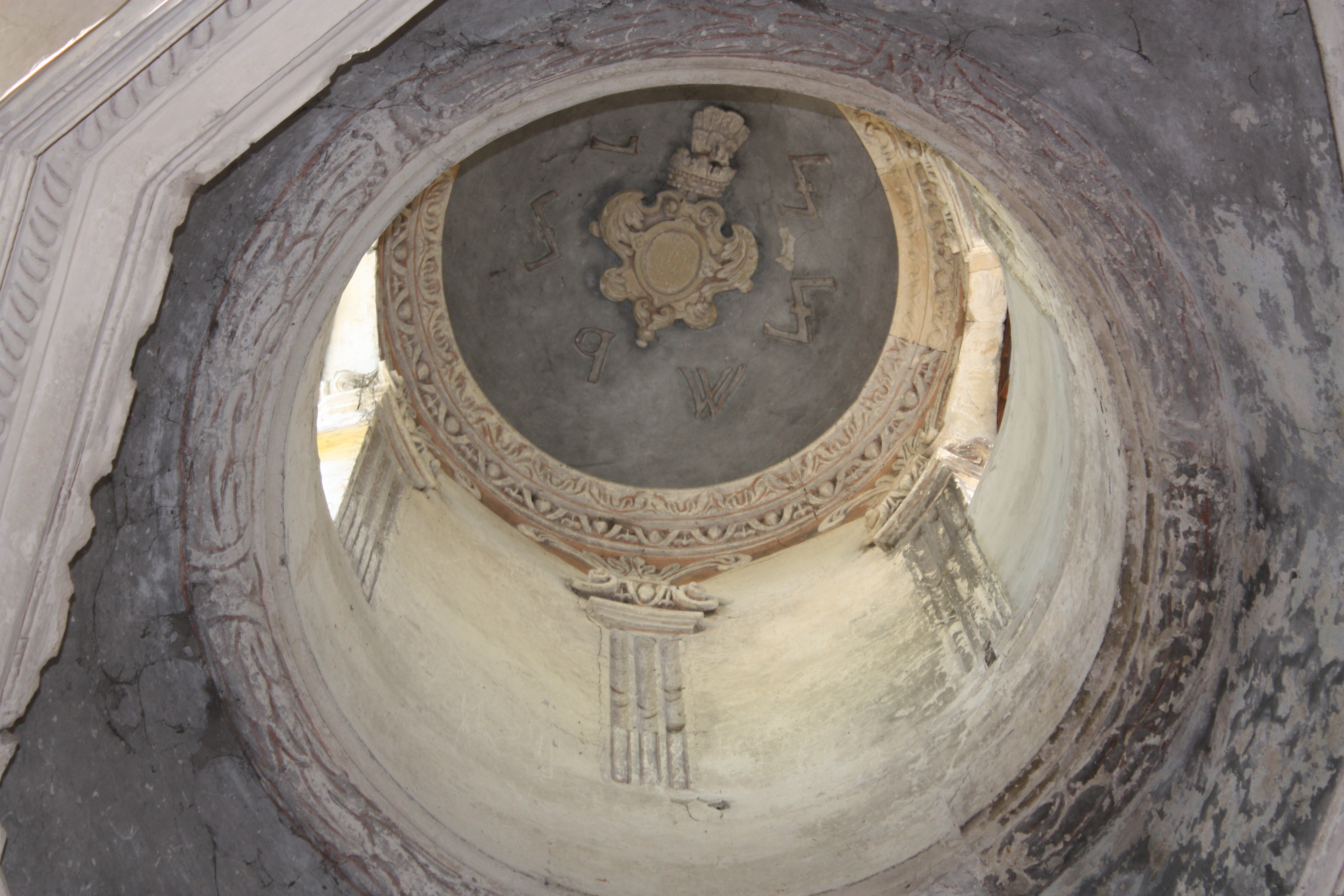
Kopuła w kaplicy Zofii z Zamiechowa (2010)